# René Caillié
René Caillié (Mauzé-sur-le-Mignon,19 de noviembre de 1799 - La Gripperie-Saint-Symphorien, 17 de mayo de 1838) fue un viajero y explorador francés que alcanzó la fama por ser el primer europeo en volver de Tombuctú, una de las ciudades más emblemáticas del río Níger, en Malí.

## Biografía

### Infancia y juventud
René Caillié, hijo de un panadero pobre, se quedó huérfano muy temprano. Su padre fue acusado de un robo y condenado a doce años de prisión y murió de agotamiento a la edad de 46 años en la colonia penal de Rochefort, en 1808. A los once años Caillié quedó huérfano, pues su madre murió a la edad de 38 años. René y su hermana Celeste fueron acogidos por su abuela materna en Mauzé. El joven Caillié trabajó como aprendiz de zapatero. 
Desde muy pequeño sintió fascinación por la lectura de Robinson Crusoe de Daniel Defoe. Su abuela murió en octubre de 1815. La primavera siguiente, Caillié se enteró de que el gobierno había decidido recuperar la posesión de Senegal, que los ingleses deberían haber devuelto en virtud del Tratado de París, pero que continuaron ocupando.

### Primeros viajes
Con sólo 16 años, dejó su pueblo, y un año después, en 1816, deseando viajar a tierras desconocidas, se enroló como como grumete en la barcaza Loire, uno de los cuatro barcos de la escuadra que partía de Burdeos con el propósito de recuperar Senegal, que el Reino Unido había devuelto a Francia después de la caída de Napoleón. La escuadra partió en junio de 1816. Uno de los barcos de esa expedición era La Méduse, conocido por el célebre cuadro de Géricault, La balsa de la Medusa, que ilustró el triste episodio en el que los tripulantes del barco, embarrancado delante de las costas de Mauritania, quedan a merced de las olas en una balsa. Cuando los tres barcos restantes llegaron a Saint Louis, en Senegal, resultó que el gobernador británico no estaba dispuesto a entregarles la colonia. Por tanto, continuaron su ruta hacia el sur y fondearon frente a la isla de Gorée, cerca de Dakar.
Caillié pasó algunos meses en Dakar antes de regresar por mar a Saint-Louis. Allí se enteró de que una expedición inglesa, encabezada por el mayor William Gray, se preparaba para salir de Gambia y explorar el interior del continente siguiendo los pasos de Mungo Park, el célebre explorador que llevaba diez años desaparecido en África. Caillié partió con dos acompañantes para ofrecer sus servicios a la expedición, pensando en hacer los 300 km a pie, pero el calor y la falta de agua resultaron demasiado agotadores. Abandonó su idea y se embarcó en un barco mercante para cruzar el Atlántico hasta la isla de Guadalupe, en las Antillas. En la isla encontró trabajo durante seis meses y leyó el relato de la exploración al Níger realizada por Mungo Park. Caillé regresó de Guadalupe a Burdeos.
Caillié partió de nuevo hacia Senegal y desembarcó en Saint-Louis a finales de 1818. Se había formado una idea del viaje que proyectaba a Tombuctú, pero no tenía medios. Se unió a una caravana, encabezada por el Sr. Partarrieu, que partió en ayuda del mayor Gray, detenido en cautiverio. Llegaron cerca de Gray pero sin lograr liberarlo y alcanzaron con dificultad el Fuerte Bakel desde donde, vencido por la fiebre, Caillé tuvo que ser evacuado a Saint-Louis en un barco que bajaba por el río Senegal. Regresó a Francia en un estado de salud deplorable. 
Durante los cuatro años siguientes, Caillié viajó varias veces a las Antillas al servicio de la Maison Sourget, que comercializaba vinos, para ahorrar dinero y realizar el sueño de su vida, llegar a la ciudad de Tombuctú. Ningún europeo había visitado hasta entonces esta ciudad de Mali, siendo apenas conocida por la descripción que hiciera en el siglo XVI el musulmán granadino León el Africano. Mientras tanto, en 1826, el oficial británico Alexander Gordon Laing, procedente de Trípoli, había logrado llegar a la ciudad de Tombuctú, pero murió asesinado por tribus hostiles cuando salía de ella. Caillié aprovechó estos cuatro años para perfeccionar sus conocimientos en las materias necesarias para las exploraciones y estudiar los relatos de viajes anteriores. 

### Viaje a Tombuctú

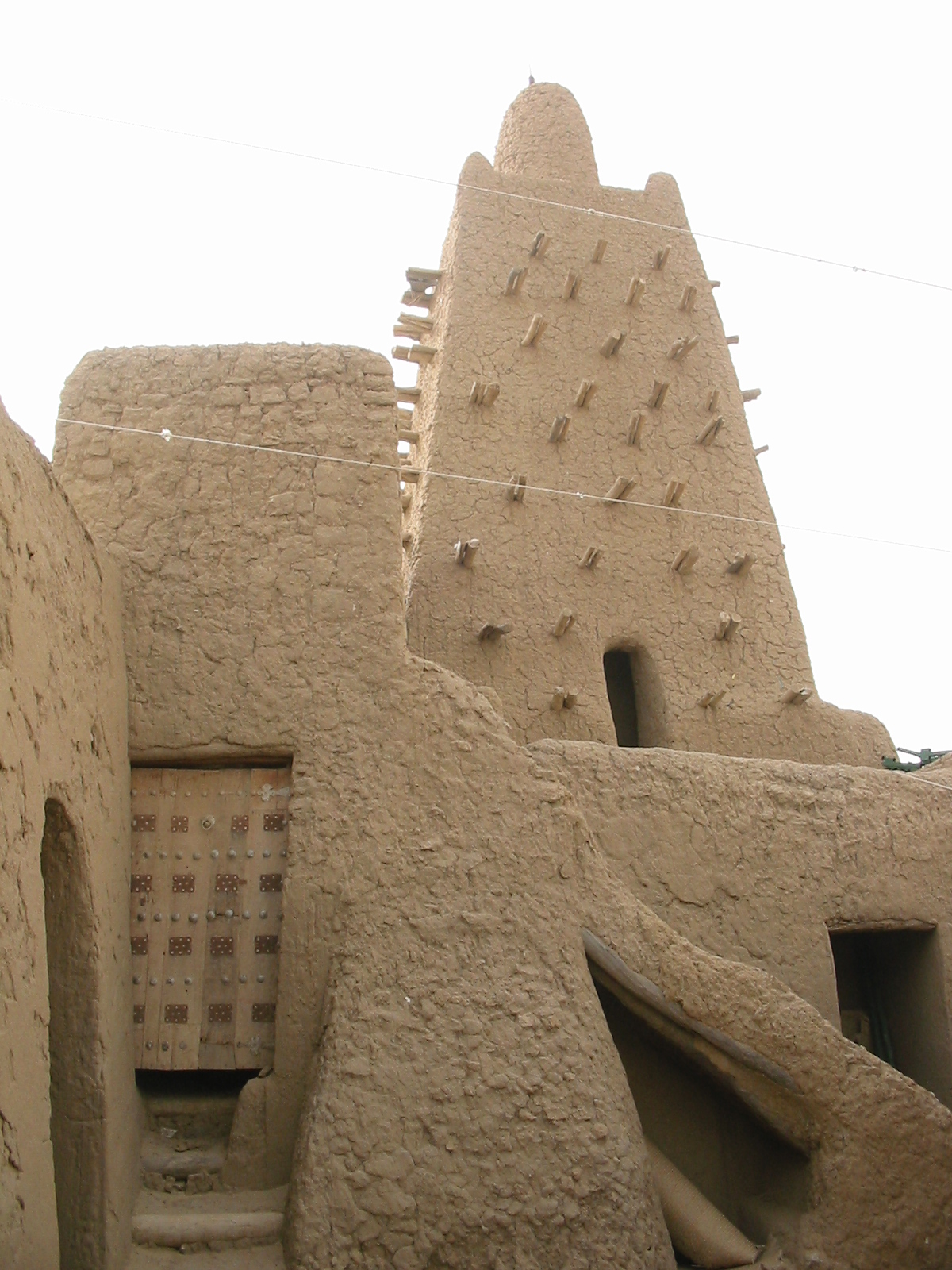
Interior de la mezquita Djingareiber en Tombuctú

Caillié sabía que Tombuctú era considerada «ciudad santa» por los musulmanes de África y que los extranjeros ajenos al islam no eran admitidos en ella, de modo que adoptó un plan: aprender las costumbres locales, estudiar el Corán y poder expresarse en lengua árabe, descartando viajar con cargadores locales o usando vestimentas europeas, para así trasladarse con pocas dificultades y sin temor a enfrentarse a poblaciones hostiles en el camino.  
En 1824, regresó a Podor, en Senegal, que entonces era un puesto comercial defendido por un fuerte. Esta infraestructura estaba destinada a garantizar una presencia francesa en el río y en el interior de Senegal. En 1824, el gobernador le permitió pasar un año, de agosto de 1824 a mayo de 1825, en Brakna, al norte del río Senegal, en lo que hoy es Mauritania, para aprender la lengua árabe, las costumbres, las leyes y la religión musulmana. Vivió allí casi como un esclavo, dada la miseria que padecía. 
A su regreso, se hizo llamar Abd Allah y pudo emprender la aventura de llegar a Tombuctú, la misteriosa ciudad del centro de África, mítica por las historias de viajeros árabes de la Edad Media como Ibn Batuta y prohibida a los cristianos, y de la que ningún europeo había regresado jamás. La Sociedad Geográfica de París ofreció una recompensa de 10.000 francos al primer europeo que regresara de Tombuctú, que se pensaba era una ciudad suntuosa y maravillosa.  

Buscó financiación para su expedición, que encontró trabajando durante un año como director de una fábrica de añil en Freetown, Sierra Leona. Después de ahorrar de su salario, compró diferentes artículos de trueque y un paraguas. Este paraguas le será de gran utilidad y le asegurará su prestigio a la hora de conocer gente. Inventó una nueva identidad como musulmán, que adoptó durante su viaje para evitar ser asesinado. Se hizo pasar por un musulmán egipcio, secuestrado cuando era niño por las tropas de Napoleón I y que, desde Europa, viajaba de retorno a su patria, Egipto, pasando por Tombuctú.  

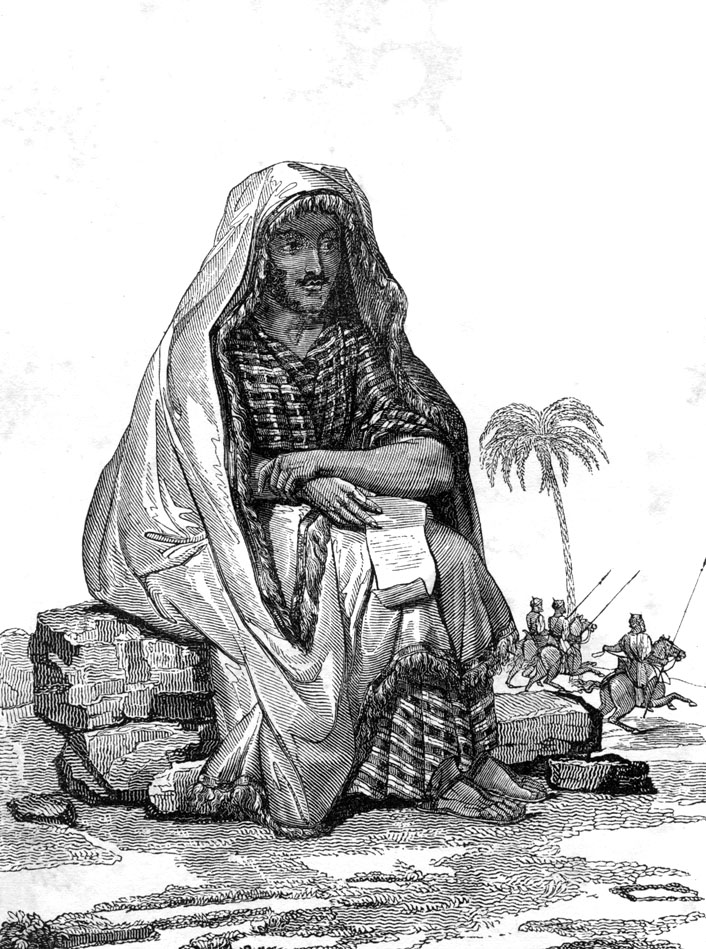
René Caillié con la identidad de musulmán

Dejando Boké, en Guinea, en abril de 1827 se dirigió hacia Tombuctú, integrándose en una pequeña caravana de comerciantes. Tomó un largo y penoso camino hacia el este, a lo largo del macizo de Futa Yallon, pasó las fuentes de Senegal y cruzó el curso superior del río Níger en Kouroussa. A pesar de sus vestimentas, su aspecto europeo no dejará de ocasionarle algunos problemas, pero por fin llegó a Tiémé, en la actual Costa de Marfil, donde permaneció detenido durante cinco meses, gravemente afectado por el escorbuto, hasta enero de 1828. 
Reanudó su viaje hacia el noreste, uniéndose a una de las caravanas de la sal y llegó a la localidad de Djenné (Yenné, en algunos mapas españoles), en Mali. Djenné, en la cuenca del río Níger, estaba a 500 kilómetros de Tombuctú y Caillié se embarcó a bordo de una pequeña chalupa de mercaderes hasta Tombuctú, adonde llegó el 28 de abril de 1828, un año después de su partida. Quedó decepcionado al encontrar una ciudad algo en ruinas: «La ciudad es triste, está construida sobre la arena… No queda aquí rastro alguno de su esplendor».
Permaneció Caillié dos semanas en la ciudad, tomando notas que guardó entre las páginas del Corán, y la abandonó uniéndose en mayo de 1828 a una caravana de esclavos que cruzó el Sahara occidental de sur a norte hacia Marruecos. Durante toda la penosa travesía sufrió de  frecuentes fiebres y fue maltratado por sus compañeros de viaje como un esclavo debido a su pobreza; a pesar de todo, conservó escondido su diario, ilustrándolo con algunos bocetos. Llegó a Fez en agosto de 1828 y luego a Tánger, donde se presentó ante el cónsul francés y reveló su identidad. El cónsul francés le socorrió y desde Tánger se embarcó finalmente hacia Francia,  

### Regreso a Europa
Fue recibido en Francia con grandes honores en 1830, después de dieciséis años de ausencia. Caillié fue el primer europeo que cumplió la condición de regresar de Tombuctú y por ello recibió de la Sociedad Geográfica, en diciembre de 1830, el premio de 10.000 francos oro, prometido a quien regresara de Tombuctú con una descripción auténtica de la ciudad. También la misma Sociedad le otorgó ese año la Gran medalla de oro de las exploraciones y viajes de descubrimiento, compartida simbólicamente con el mayor Alexander Gordon Laing. Su hazaña también le valió a René Caillié la Legión de Honor y una pensión.
En 1830 publicó su obra Journal d'un voyage à Temboctou et à Jenné, dans l'Afrique centrale, précédé d'observations faites chez les Maures Braknas, les Nalous et autres peuples; pendant les années 1824, 1825, 1826, 1827, 1828 (Diario de un viaje a Temboctou y Jenné, en África central, precedido de observaciones realizadas entre los moros de Brakna, los Nalous y otros pueblos; durante los años 1824, 1825, 1826, 1827, 1828), con la ayuda de Edme François Jomard, que le asegurará gran fama. Describió de modo detallado Tombuctú tal como se encontraba a comienzos del siglo XIX, señalando que era en verdad una urbe empobrecida y ruinosa, pues el esplendor que le había dado gran fama en Europa era cosa de un pasado muy lejano. También en su crónica mostró curiosidad y respeto hacia las culturas de las poblaciones locales halladas a su paso. Los ingleses cuestionaron la veracidad de sus escritos y de su viaje. Los ataques de sus detractores le resultaron muy dolorosos. Sus escritos sobre Tombuctú fueron confirmados por el viajero alemán Heinrich Barth, quien en 1858 también llegó a Tombuctú, aunque fue muy crítico con la calidad de las observaciones de Caillié.

René Caillié se estableció en la localidad de Champagne (en el Charente Marítimo), donde fue designado alcalde. El público rápidamente lo olvidó y, mientras era alcalde, parecía aburrido en su finca de La Baderre (hoy Abadaire), en la comuna de La Gripperie-Saint-Symphoriend. Aunque se planteó retornar en alguna ocasión a la exploración de África, no pedo volver a hacerlo. Murió en mayo de 1838, a consecuencia de una enfermedad contraída en África, probablemente una enfermedad de la sangre provocada por la malaria, y fue enterrado en el municipio vecino de Pont-l'Abbé-d'Arnoult. 

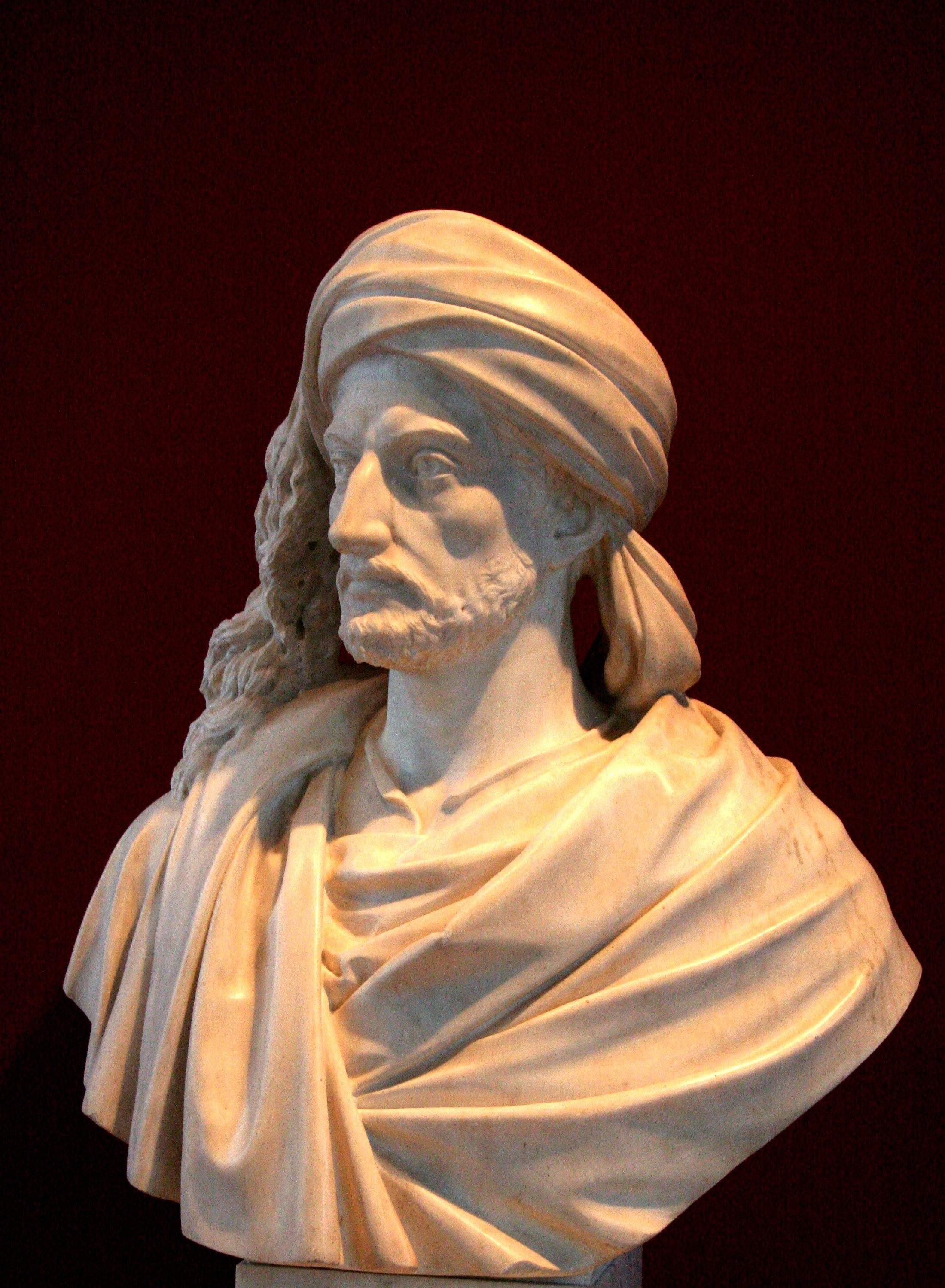
Busto de René Caillié, por Alexandre Oliva

## Legado
El viaje de René Caillié ha sido interpretado de diferentes maneras. Julio Verne lo calificó como el viajero más intrépido de los tiempos modernos. Se le reconoce como pionero del imperio colonial africano francés de finales del siglo XIX y principios del XX. Más recientemente fue considerado el primer africanista: respetuoso de las personas y las civilizaciones que encontró, denunció la esclavitud y la condición de la mujer. El relato de su viaje constituye un cuadro minucioso de los paisajes naturales y culturales encontrados en sus recorridos.
Su ciudad natal, Mauzé-sur-le-Mignon, organiza cada año la Fête à Caillié y el Festival Individual de Aventura donde se concede el premio René Caillié de escritura de viajes, así como una beca de aventuras. 
En 1982, una expedición de la Société de Géographie reconstruyó el viaje de Caillié desde la costa de Guinea hasta Tombuctú.